# Glyphochloa henryi
Glyphochloa henryi är en gräsart som beskrevs av Janarth., V.C.Joshi , S.Rajkumar. Glyphochloa henryi ingår i släktet Glyphochloa och familjen gräs. Inga underarter finns listade i Catalogue of Life.